# Căsătorie în stil grec (film din 1964)
Căsătorie în stil grec (titlul original: în greacă Γάμος αλά ελληνικά, transliterat: Gamos ala... ellinika) este un film de comedie romantică grecesc, realizat în 1964 de regizorul Vasilis Georgiadis, protagoniști fiind actorii Xenia Kalogeropoulou, George Konstantinou, Despo Diamantidou și Smaro Stefanidou.

## Rezumat
Mina este absolventă a Școlii de Arte Plastice și visează să devină o mare pictoriță. Petros este angajat la o companie. Se întâlnesc de Halloween, la un bal mascat atenian. Ea este îmbrăcată ca o călugăriță, iar el este un roman din antichitate. Cei doi tineri se îndrăgostesc, Mina crezând că a găsit dragostea vieții în persoana lui Petros. După mai multe întâlniri paradoxale, cei doi tineri ajung să se căsătorească. După decizia părinților lor, precum și a fratelui Minei de a se stabili în casa cuplului proaspăt căsătorit, căsnicia lor trece printr-o criză. Când cei doi decid în cele din urmă să-și găsească o nouă casă, apar noi probleme pentru cuplu care va decide în cele din urmă să divorțeze. 
A trecut exact un an de la prima lor întâlnire, iar în speranța de a-și regăsi dragostea, amândoi merg la același club de noapte în aceleași haine de carnaval pe care le purtau atunci. Întâlnirea lor este fatidică...

## Distribuție
- Xenia Kalogeropoulou – Mina Verou
- George Konstantinou – Petros Veros
- Despo Diamantidou – mama Minei
- Smaro Stefanidou – mama lui Petros
- Harry Clynn – Charis fratele Minei
- Christóforos Nézer – avocatul
- Tasos Giannopoulos – polițistul de la circulație
- Katerina Gogou – prietena Minei
- Aris Chrysochou –
- Vassos Seitanidis – tatăl Minei
- Viron Seraidaris – Iason Ploutarchos
- Vangelis Kazan – șeful de personal
- Faídon Georgítsis – un trecător
- Rika Dialina – dna. Mrs. Panagiotou (nemenționat)
- Gely Mavropoulou – cameo
- Linda Alma – o dansatoare
- Maro Kodou –

## Premii
- 1964 Festivalul de Film de la Salonic din 1964:
  - Premiul cea mai bună actriță pentru interpretarea în rolul Mina, pentru Xenia Kalogeropoulou